# Frederick Winthrop Ramsdell
Pour les articles homonymes, voir Winthrop et Ramsdell (homonymie).
Frederick Winthrop Ramsdell, né le 9 décembre 1866 à Manistee dans l'état du Michigan et décédé le 27 mai 1915 dans la même ville aux États-Unis, est un peintre impressionniste, un affichiste et un illustrateur américain, membre de la colonie artistique d'Old Lyme et connu pour ces peintures de paysage et pour une affiche publicitaire réalisé pour la American Crescent Cycles en 1889.

## Biographie
Frederick Winthrop Ramsdell naît à Manistee dans l'état du Michigan en 1866. En 1885, il fréquente la Art Students League of New York ou il étudie auprès du peintre James Carroll Beckwith, avant de s'installer à Paris ou il suit les cours de l'école des Beaux-Arts et ceux du peintre Louis-Joseph-Raphaël Collin.
Après plusieurs années en France et en Italie, il retourne aux États-Unis. Il travaille comme peintre, affichiste et illustrateur et séjourne d'abord dans sa ville natale, avant de s'installer à Old Lyme dans l'état du Connecticut ou il devient membre de la colonie artistique de la ville.
Malade, il décède dans sa ville natale en 1915.

## Œuvres

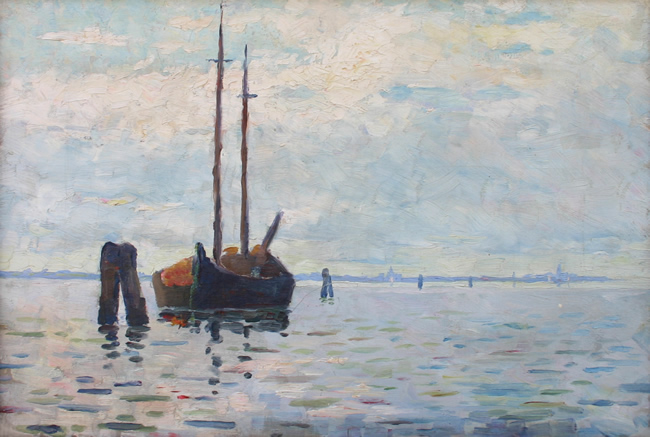
Boat in Harbor, Venice, sans date
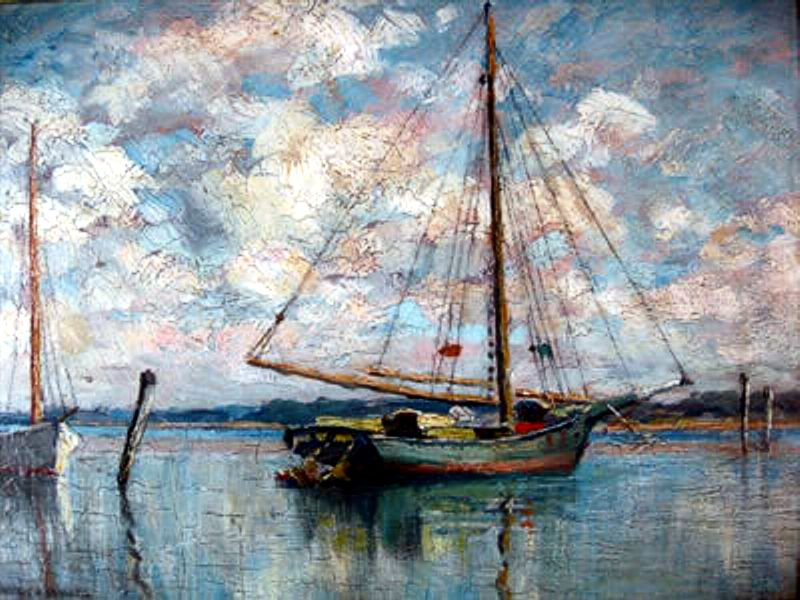
Sloop Wild Wood, sans date
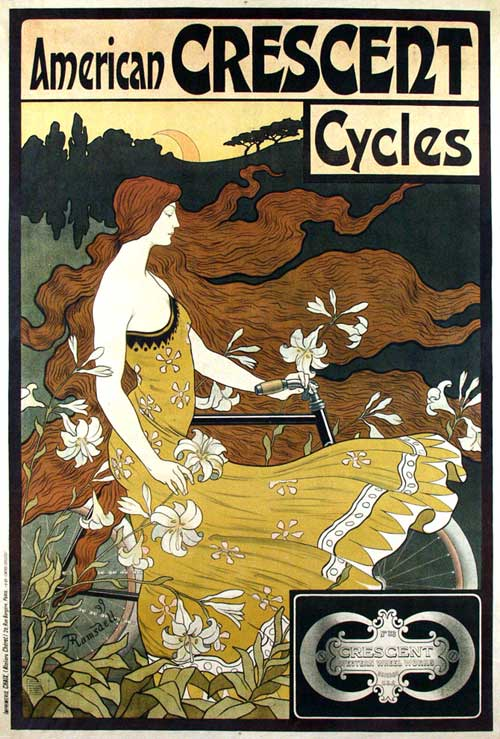
Affiche publicitaire pour la American Crescent Cycles, 1899
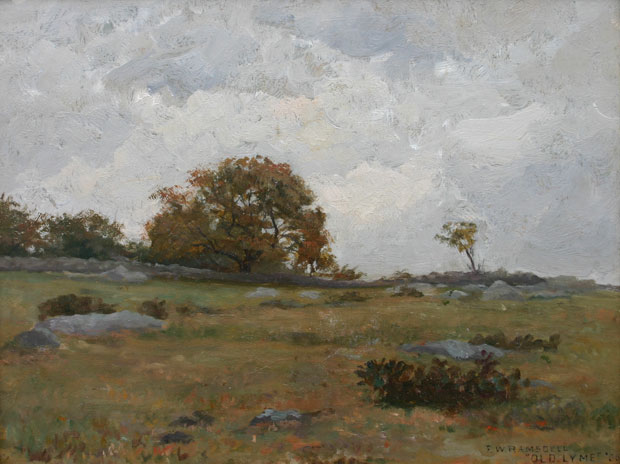
Old Lyme, 1906
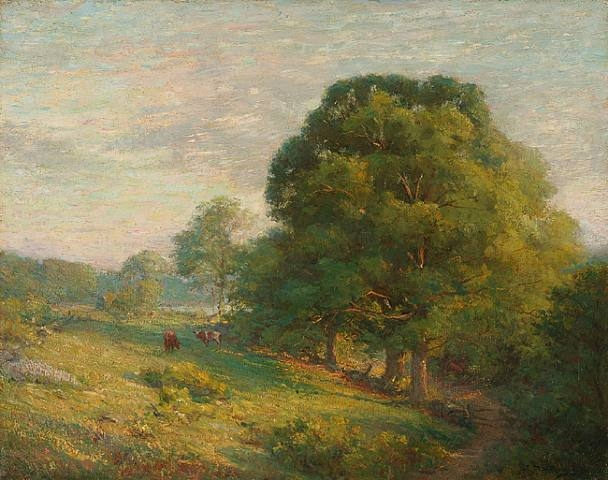
A June Day, 1910